# Antonio García Teijeiro
Antonio García Teijeiro (Vigo, 1952) es un escritor español en lengua gallega, dedicado principalmente a la literatura infantil y juvenil. Es considerado uno de los más significativos poetas para niños en gallego, y parte de su obra ha sido traducida al castellano.

## Tipo de poesía de García Teijeiro
Antonio García Teijeiro no escribe poesía infantil como una clase particular de poesía, sino poesía para niños, como dirigida a una clase particular de lectores y oyentes. Considera que la poesía tiene un gran valor didáctico:

A los niños les gusta leer poesía, ¿o no?: educa/afina la sensibilidad, te permite ver las cosas desde ángulos diversos, fomenta el espíritu crítico y te hace gozar con la fuerza, la magia, la picardía de las palabras.

Entre las distinciones que ha recibido están el premio Merlín, el de la Comisión Católica Española para la Infancia (CCEI) y el premio europeo Pier Paolo Vergerio. Sus obras figuran en varias listas prestigiosas: IBBY, revista CLIJ, Premio Nacional de Literatura y «Cien mejores libros del siglo» de la Fundación Germán Sánchez Ruipérez.

## Poemas
- Parolando coa vixencia, 1987 (poemario)
- Retorno ós lamentos, 1987 (poemario)
- Aloumiños, 1988
- Nenos, 1988
- Celso Emilio Ferreiro para nenos, 1988
- Noa, 1989 (narrativa infantil)
- Antoloxía de Celso Emilio Ferreiro, 1989
- O libro na escola, as bibliotecas escolares e de aula, 1989
- Disfrutar escribindo: a narración e a poesía nas aulas, 1990 (ensayo)
- A chave dos sonos, 1990 (narrativa infantil)
- Cacarabín, cacarabón, 1991
- As catro estacións, 1991
- O cabalo de cartón, 1992 (narrativa infantil)
- O delfín vermello I e II. Proposta didáctica, 1992
- Fantasía en re maior, 1994
- Lueiro de papel, 1995
- Na fogueira dos versos, 1996 (poemario infantil)
- Al hilo de la palabra, 1997
- Ladrándolle á lúa : poema en prosa, 1997
- Os nosos versos : antoloxia, 1997
- Cara a un lugar sin nombre, 1998
- En voz baixa, 1998
- Caderno de fume, 1999
- Nos mares diversos, 1999
- La niña tonta del árbol florecido 2007
- Mi arbol pequeño,1986
- O que ven os ollos dos nenos, 2000
- Aire sonoro, 2001
- ¡Ai, canto falan as pombas que falan!, 2002
- Na agonía dos outonos en silencio, 2002
- Polo camiño do incerto, 2004 (poemario)
- Chove nos versos, 2004 (poemario infantil)
- Bicos na voz. Besos en la voz, 2004 (poemario infantil)
- Cuando caen las follas, 2006

## Premios
- Vigués distinguido en 2018.[4]

- Premio Nacional de Literatura Infantil y Juvenil en 2017.